# Dubiaranea veterana
Dubiaranea veterana là một loài nhện trong họ Linyphiidae. Loài này được phát hiện ở Ecuador.